# Carl Nassib
Carl Paul Nassib (West Chester, 12 aprile 1993) è un ex giocatore di football americano statunitense che ha militato nel ruolo di defensive end nella National Football League (NFL). Dopo aver giocato al college per Penn State fu selezionato dai Cleveland Browns al terzo giro del Draft NFL 2016 e giocò in carriera anche con i Tampa Bay Buccaneers e i Las Vegas Raiders. Fu il primo giocatore in attività a dichiararsi omosessuale e a scendere in campo in una gara della NFL.

## Biografia
Figlio di Mary e Gilbert Nassib, suo padre ha giocato a football all'Università del Delaware. Ha quattro fratelli, tra cui due fratelli, John e Ryan, e due sorelle, Carey e Paige. Ryan, che ha tre anni in più, ha giocato a football al college per la Syracuse University ed è stato un quarterback nella NFL.
Il 21 giugno 2021 Nassib ha fatto coming out come gay attraverso il proprio profilo instagram, diventando così il primo giocatore in attività della NFL a rendere pubblica la propria omosessualità. Nell'occasione ha anche affermato che avrebbe fatto una donazione di 100.000 dollari a The Trevor Project, un'organizzazione dedicata ai giovani LGBTQ in difficoltà. Il 1º marzo 2022 i Raiders, prima di svincolarlo, hanno fatto una donazione al The Trevor Project di 100.000 dollari, pari a quella fatta da Nassib.
Dal 2023 intrattiene una relazione sentimentale con il nuotatore Søren Dahl.

## Carriera universitaria
Nassib al college giocò coi Penn State Nittany Lions dal 2011 al 2015, senza scendere mai in campo nelle prime due stagioni. Nel 2015 fu premiato come All-American, come difensore dell'anno della Big 12 Conference, e vinse il Lombardi Award come miglior interior lineman nel college football.

## Carriera professionistica

### Cleveland Browns
Nassib fu scelto nel corso del terzo giro (65º assoluto) nel Draft NFL 2016 dai Cleveland Browns.

#### Stagione 2016
Nassib debuttò come professionista partendo come titolare nella gara di settimana 1 contro i Philadelphia Eagles mettendo a segno tre tackle, un sack e un passaggio deviato. La sua stagione da rookie si concluse con 20 tackle e 2,5 sack in 14 presenze, 3 delle quali come titolare.

#### Stagione 2017
Nassib giocò in tutte le 16 partite della stagione 2017, di cui 12 da titolare, facendo registrare 32 tackle, di cui 19 solitari, e 3,0 sack.
Il 2 settembre 2018 Nassib fu svincolato dai Browns.

### Tampa Bay Buccaneers
Il 3 settembre 2018 Nassib firmò con i Tampa Bay Buccaneers.

#### Stagione 2018
Alla sua prima stagione con i Buccaneers Nassib giocò in 15 partite, di cui 9 da titolare,  con 29 tackle e 6,5 sack.

#### Stagione 2019
Nel 2019 Nassib scese in campo in 14 partite stagionali, di cui 8 da titolare, mettendo a segno complessivamente 34 tackle e 6,0 sack. Dopo due stagioni con i Buccaneers in cui giocò da titolare in 17 partite e mise a segno complessivamente 12,5 sack a Nassib non fu rinnovato il contratto e così divenne free agent.

### Las Vegas Raiders
Il 17 marzo 2020 Nassib firmò con i Las Vegas Raiders un contratto triennale del valore di 25 milioni di dollari.

#### Stagione 2020
Nella gara di settimana 10 della stagione 2020, la vittoria dei Raiders contro i Denver Broncos per 37–12, Nassib fece registrare il suo primo intercetto in carriera.
Terminò la stagione giocando in 14 partite, 5 da titolare, con 28 tackle, 2,5 sack e 1 intercetto.

#### Stagione 2021
Nella partita di settimana 1 della stagione 2021, contro i Baltimora Ravens, Nassib placcò il quarterback Lamar Jackson durante il tempo supplementare, permettendo ai Raiders di giocare l'azione che portò al touchdown della vittoria per 33–27. Disputando questa partita Nassib diventó il primo giocatore della NFL dichiaratamente gay a giocare in un incontro della lega. In stagione ebbe 13 presenze con 21 tackle, un fumble forzato e 1,5 sack.
Il 16 marzo 2022 Nassib fu svincolato dai Raiders.

### Tampa Bay Buccaneers (2º periodo)
Il 15 agosto 2022 Nassib fece ritorno ai Tampa Bay Buccaneers firmando un contratto di un anno.

#### Stagione 2022
In stagione Nassib giocò nel ruolo di outside linebacker, collezionando 13 presenze, di cui una da titolare, con 23 tackle e 3,5 sack.

### Ritiro
Il 6 settembre 2023 Nassib annunciò di ritirarsi dal football professionistico dopo 7 stagioni e quasi 100 partite disputate in NFL.

## Statistiche

### Stagione regolare
| Stagione | Stagione | Stagione | Stagione | Difesa  | Difesa  | Difesa  | Difesa | Difesa | Difesa | Difesa |
| Anno     | Squadra  | P        | PT       | T. tot. | T. sol. | T. ass. | Sack   | Pdev   | FF     |        |
| -------- | -------- | -------- | -------- | ------- | ------- | ------- | ------ | ------ | ------ | ------ |
| 2016     | CLE      | 14       | 3        | 20      | 15      | 5       | 2,5    | 4      | 0      |        |
| 2017     | CLE      | 16       | 12       | 32      | 19      | 13      | 3,0    | 5      | 0      |        |
| 2018     | TB       | 15       | 9        | 29      | 22      | 7       | 6,5    | 2      | 2      |        |
| 2019     | TB       | 14       | 8        | 34      | 24      | 10      | 6,0    | 0      | 1      |        |
| 2020     | LV       | 14       | 5        | 28      | 17      | 11      | 2,5    | 5      | 0      |        |
| 2021     | LV       | 13       | 0        | 21      | 16      | 5       | 1,5    | 0      | 1      |        |
| 2022     | TB       | 13       | 1        | 23      | 15      | 8       | 3,5    | 3      | 0      |        |
| Totale   | Totale   | 99       | 38       | 187     | 128     | 59      | 25,5   | 19     | 4      |        |

### Playoff
| Stagione | Stagione | Stagione | Stagione | Difesa  | Difesa  | Difesa  | Difesa | Difesa | Difesa | Difesa |
| Anno     | Squadra  | P        | PT       | T. tot. | T. sol. | T. ass. | Sack   | Pdev   | FF     |        |
| -------- | -------- | -------- | -------- | ------- | ------- | ------- | ------ | ------ | ------ | ------ |
| 2021     | LV       | 1        | 0        | 3       | 0       | 3       | 0,0    | 0      | 0      |        |
| 2022     | TB       | 1        | 0        | 2       | 2       | 0       | 0,0    | 0      | 0      |        |
| Totale   | Totale   | 2        | 0        | 5       | 2       | 3       | 0,0    | 0      | 0      |        |

Fonte: Pro Football Reference
In grassetto i record personali in carriera